# Craveiro & Cravinho
Craveiro & Cravinho é uma dupla de cantores de música sertaneja do Brasil composta por Sebastião Franco, o Craveiro (Pederneiras, 5 de fevereiro de 1931), e João Franco, o Cravinho (Pederneiras, 6 de setembro de 1939).
Filhos do violeiro Josué Franco. Quando eram crianças cantavam com o pai em festas nas fazendas próximas à cidade natal. Em fins dos anos 40, resolveram fazer a dupla com os nomes de Craveiro e Cravinho. Em 1958, ingressaram na rádio Difusora de Piracicaba na qual atuaram por quase 20 anos.
Craveiro & Cravinho são irmãos, Craveiro é pai de Cezar & Paulinho e Cravinho é tio da dupla, segunda geração da música sertaneja.Craveiro é avô da também dupla sertaneja Ed & Fábio Cezar, também irmãos, filhos de Cezar.
Craveiro & Cravinho e Ed & Fábio Cezar tiveram participação no DVD de Cezar e Paulinho, cantando juntos, as três duplas, a música "Geração de Cantador" (Cezar/Beto Surian).